# George Mason (cónego)
George Mason (falecido em 1562) foi um cónego de Windsor de 1560 a 1562.

## Carreira
Ele foi nomeado:
- Reitor de Santa Maria, Matfellon, Whitechapel 1553 - 1555
- Reitor de Bradwell-juxta-Mare, Essex
- Reitor de St Mary Abchurch 1555 - 1556
- Vigário da Igreja de Santa Maria, Luton 1558 - 1562
- Capelão da Capela Real da Rainha

Ele foi nomeado para a décima segunda bancada na Capela de São Jorge, Castelo de Windsor em 1560, e manteve a posição até 1562.